# ميل رودريغيز
ميل رودريغيز (بالإنجليزية: Mel Rodriguez)‏ مواليد 12 يونيو 1973 في ميامي، فلوريدا، الولايات المتحدة، هو ممثل أمريكي بدأ مسيرته الفنية عام 1999.

## الأعمال
- غرفة الذعر
- ملكة جمال أطفال سنشاين
- إطلالة على بحيرة تيراس
- مالكوم في الوسط
- بنات غيلمور
- سي اس آي: نيويورك
- شبح هامس
- دون أثر
- فلاش فورورد
- كوميونتي

## وصلات خارجية
- ميل رودريغيز على موقع IMDb (الإنجليزية)
- ميل رودريغيز على موقع ألو سيني (الفرنسية)
- ميل رودريغيز على موقع ميوزك برينز (الإنجليزية)
- ميل رودريغيز على موقع أول موفي (الإنجليزية)
- ميل رودريغيز على موقع قاعدة بيانات الأفلام السويدية (السويدية)
- ميل رودريغيز على موقع قاعدة بيانات الفيلم (الإنجليزية)
- ميل رودريغيز على موقع كينوبويسك (الروسية)